# Semiothisa grossbecki
Semiothisa grossbecki là một loài bướm đêm trong họ Geometridae.